# Kongelig Buegrad
 Der er for få eller ingen kildehenvisninger i denne artikel, hvilket er et problem. Du kan hjælpe ved at angive troværdige kilder til de påstande, som fremføres i artiklen.

Kongelig Buegrad (eng. Royal Arch) er en grad inden for frimureriet. Graden anses for at være en særlig gren af frimureriet, og kandidater kan ikke søge om at blive optaget. Alle kandidater bliver anbefalet af medlemmer som er optaget i den Kongelige Buegrad.
I Danmark er graden selvstændig, men under administration af Storlogen af Danmark. 
For at bevare den selvstændige administration af graden placeres denne administrativt i et "Kapitel" (eng. Chapter).
| Forening eller organisation | Spire Denne artikel om en forening eller organisation er en spire som bør udbygges. Du er velkommen til at hjælpe Wikipedia ved at udvide den. |